# Rivera (Monteceneri)
Rivera è una frazione di 1 594 abitanti del comune svizzero di Monteceneri, nel Canton Ticino (distretto di Lugano).

## Geografia fisica
Rivera si trova presso il passo del Monte Ceneri che separa in due il Canton Ticino, storicamente e geograficamente.

## Storia

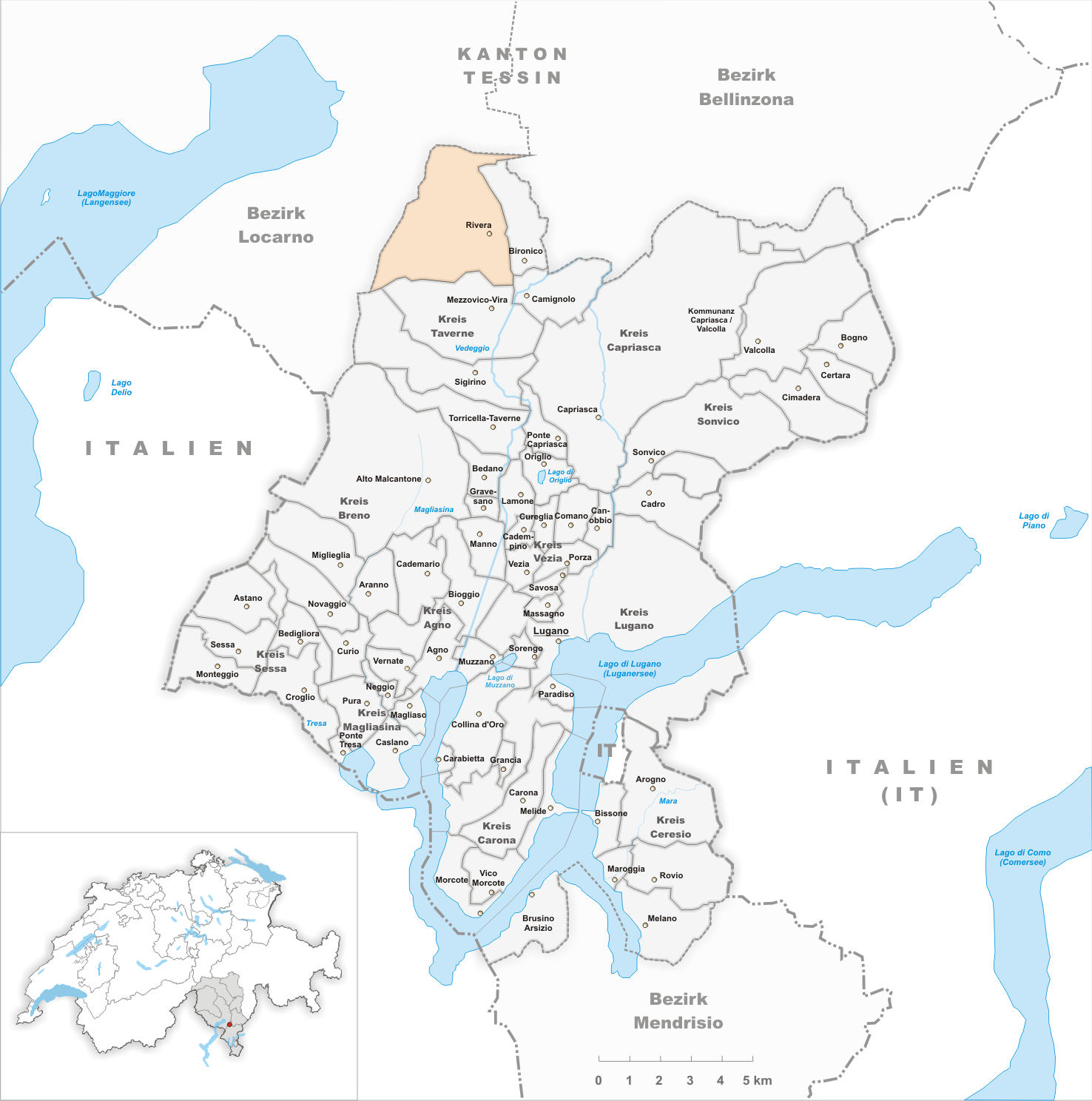
Il territorio del comune di Rivera prima degli accorpamenti comunali del 2010

Già comune che si estendeva per 13,3 km², il 21 novembre 2010 è stato accorpato agli altri comuni soppressi di Bironico, Camignolo, Medeglia e Sigirino per formare il comune di Monteceneri.

## Monumenti e luoghi d'interesse

### Architetture religiose

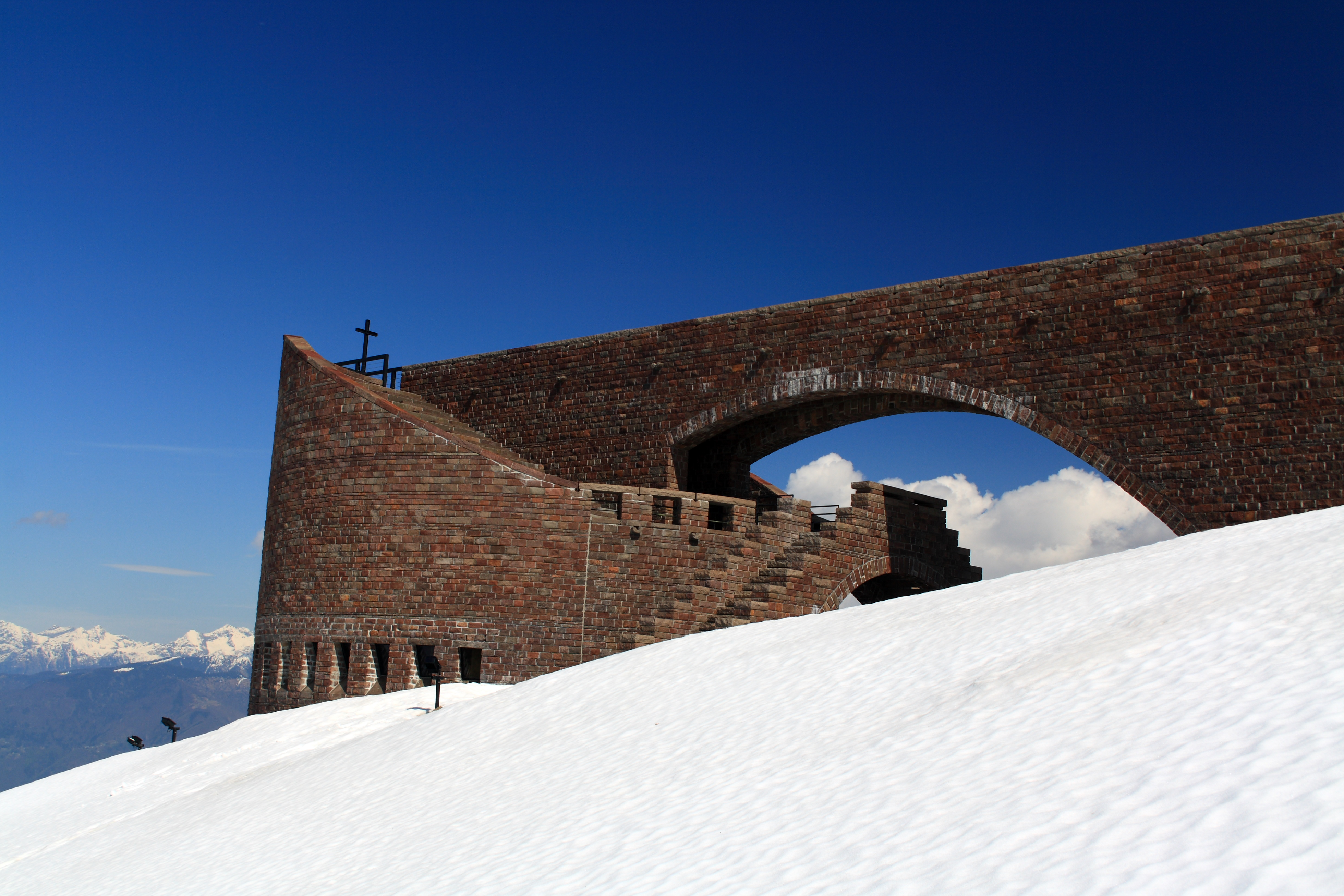
L'oratorio di Santa Maria degli Angeli

- Chiesa parrocchiale dello Spirito Santo, ricostruita nel 1779-1793[1];
- Oratorio di Santa Maria degli Angeli sull'alpe Foppa[senza fonte];
- Oratorio di Santa Maria delle Grazie[senza fonte];
- Oratorio di San Rocco[senza fonte];
- Oratorio di San Nicolao della Flüe[senza fonte].

### Architetture civili

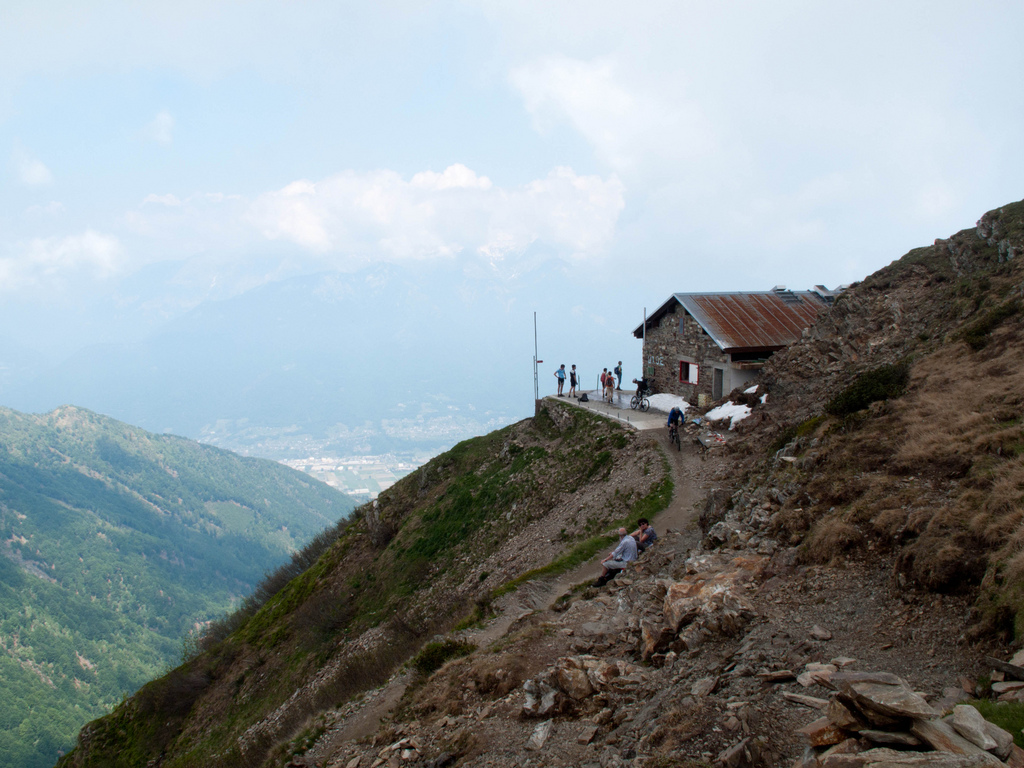
La capanna del Tamaro

- Casa dei Landfogti, attestata dal 1678[1];
- Facciata del Ristorante della Stazione con finte architetture e motivi ornamentali eseguiti a graffito da Emilio Maccagni nel 1928, poi rifatti[senza fonte];
- Antico mulino in località Soresina, con canale d'adduzione e ruota[senza fonte];
- Capanna del Tamaro, rifugio alpino a 1 867 m s.l.m.

### Architetture militari
- Ruderi del castello di Santa Sofia[senza fonte];
- Piazza d'armi del Monte Ceneri[1].

### Siti archeologici
- Tombe dell'età del ferro e di epoca romana[1] scoperte nel 1908, nel 1930 e nel 1946, nella zona del Monte Ceneri[senza fonte];
- Necropoli in località Caslasc, scoperta nel 1946 sotto i ruderi del castello[senza fonte];
- Massi coppellati[2].

## Società

### Evoluzione demografica
L'evoluzione demografica è riportata nella seguente tabella:
Abitanti censiti

## Infrastrutture e trasporti

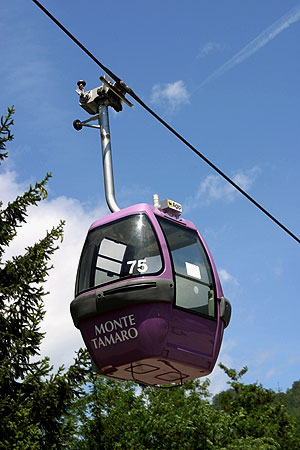
Una cabina della funivia del Monte Tamaro

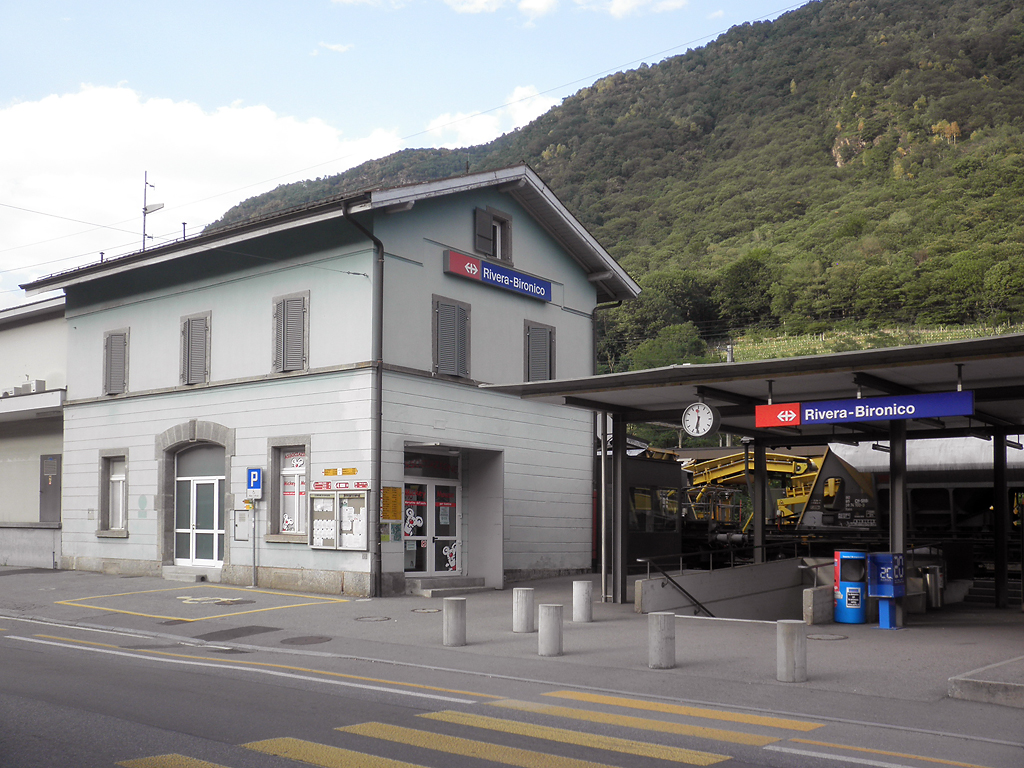
La stazione di Rivera-Bironico

Il paese è servito dalla stazione di Rivera-Bironico della ferrovia del Gottardo. La funivia del Monte Tamaro, aperta nel 1972, collega Rivera alla vetta del Monte Tamaro.

## Amministrazione
Ogni famiglia originaria del luogo fa parte del cosiddetto comune patriziale e ha la responsabilità della manutenzione di ogni bene ricadente all'interno dei confini della frazione.